# Slowenische Badminton-Mannschaftsmeisterschaft 2021
Die Slowenische Badminton-Mannschaftsmeisterschaft der Saison 2020/2021 gewann das Team von BK Olimpija Ljubljana.

## Endstand
- 1.	BK Olympija Ljubljana (Špela Alič, Gregor Alič, Tinkara Alič, Ana Kovač, Maja Pohar, Ian Spiller, Tej Kolar, Žiga Vračar)
- 2.	BK TEM Mirna (Ema Cizelj, Manca Zupančič, Jerca Bajuk, Urban Herman, Urban Turk, Nastja Stovanje, Nik Zupančič, Anej Cizelj)
- 3.	BK BIT (Zoja Novak, Nina Kotar, Tilen Zalar, Jan Krumpak, Natan Maksimovič, Jan Babnik)
- 4.	Mr. Pet Medvode (Miha Ivančič, Grega Šuštar, Taja Pipan, Lina Pipan, Žiga Podgoršek, Gal Bizjak, Rok Jerčinovič)
- 5.	BK Branik (Aljaž Ferk, Domen Lonzarič, Lea Križman, Daniel Klančar, Kara Zorman, Zala Žuran)
- 6.	BK Medvode mladi (Jaka Perič Marovt, Kevin Lin Lenarčič, Tadej Jelenc, Zala Koder Može, Neža Špendal, Nika Govekar)